# Goravanahalli, Belur
Goravanahalli là một làng thuộc tehsil Belur, huyện Hassan, bang Karnataka, Ấn Độ.